# Tənənəm
Tənənəm är en ort i Azerbajdzjan.   Den ligger i distriktet Nachitjevan, i den sydvästra delen av landet, 400 km väster om huvudstaden Baku. Tənənəm ligger 1 288 meter över havet och antalet invånare är 746.
Terrängen runt Tənənəm är bergig, och sluttar brant västerut. Närmaste större samhälle är Qarabağlar, 9,7 km söder om Tənənəm. 
Trakten runt Tənənəm består i huvudsak av gräsmarker. Runt Tənənəm är det ganska glesbefolkat, med 50 invånare per kvadratkilometer.